# Stati per data di entrata negli Stati Uniti d'America

Stati Uniti per ingresso nella Nazione

Questa lista raffigura gli Stati per data di entrata negli Stati Uniti d'America, ossia la data nella quale ogni Stato è stato effettivamente incluso nella nazione americana degli Stati Uniti d'America.

## Precisazioni
Benché i primi tredici Stati entrati a far parte degli Stati Uniti siano stati considerati parte di essi a partire dalla loro dichiarazione d'indipendenza, avvenuta il 4 luglio 1776, sono presentati qui come "ammessi" grazie alla Costituzione degli Stati Uniti d'America. Gli ultimi Stati non possono però essere considerati ammessi perché furono uniti all'attuale Nazione tramite altre costituzioni o accordi, eccetto l'Ohio, che fu ammesso nel 1953 dallo stesso atto di prima, in una versione più recente.
La lista non resoconta la successione dell'entrata negli Stati Uniti d'America dei primi tredici Stati durante la guerra di secessione americana, undici dei quali formarono gli Stati Confederati d'America e la loro susseguente restaurazione politica, talvolta chiamata riammissione, per presentarsi al Congresso per la loro ammissione agli Stati Uniti tra il 1866 e il 1870.
| #  | Stato                | Ammissione       | Entità precedente                                                           |
| -- | -------------------- | ---------------- | --------------------------------------------------------------------------- |
| 1  | Delaware             | 7 dicembre 1787  | Colonia del Delaware                                                        |
| 2  | Pennsylvania         | 12 dicembre 1787 | Provincia di Pennsylvania                                                   |
| 3  | New Jersey           | 18 dicembre 1787 | Provincia del New Jersey                                                    |
| 4  | Georgia              | 2 gennaio 1788   | Provincia della Georgia                                                     |
| 5  | Connecticut          | 9 gennaio 1788   | Colonia del Connecticut                                                     |
| 6  | Massachusetts        | 6 febbraio 1788  | Provincia della Massachusetts Bay                                           |
| 7  | Maryland             | 28 aprile 1788   | Provincia del Maryland                                                      |
| 8  | South Carolina       | 23 maggio 1788   | Provincia della Carolina del Sud                                            |
| 9  | New Hampshire        | 21 giugno 1788   | Provincia del New Hampshire                                                 |
| 10 | Virginia             | 25 giugno 1788   | Colonia della Virginia                                                      |
| 11 | New York             | 26 luglio 1788   | Provincia di New York                                                       |
| 12 | North Carolina       | 21 novembre 1789 | Provincia della Carolina del Nord                                           |
| 13 | Rhode Island         | 29 maggio 1790   | Colonia di Rhode Island e delle Piantagioni di Providence                   |
| 14 | Vermont              | 4 marzo 1791     | Provincia di New York, Provincia del New Hampshire e Repubblica del Vermont |
| 15 | Kentucky             | 1º giugno 1792   | Virginia (Contea di Kentucky)                                               |
| 16 | Tennessee            | 1º giugno 1796   | Provincia della Carolina del Nord, Territorio del sud-ovest                 |
| 17 | Ohio                 | 1º marzo 1803    | Territorio del nord-ovest                                                   |
| 18 | Louisiana            | 30 aprile 1812   | Territorio di Orleans                                                       |
| 19 | Indiana              | 11 dicembre 1816 | Territorio dell'Indiana                                                     |
| 20 | Mississippi          | 10 dicembre 1817 | Territorio del Mississippi                                                  |
| 21 | Illinois             | 3 dicembre 1818  | Territorio dell'Illinois                                                    |
| 22 | Alabama              | 14 dicembre 1819 | Territorio dell'Alabama                                                     |
| 23 | Maine                | 15 marzo 1820    | Massachusetts                                                               |
| 24 | Missouri             | 10 agosto 1821   | Territorio del Missouri                                                     |
| 25 | Arkansas             | 15 giugno 1836   | Territorio dell'Arkansas                                                    |
| 26 | Michigan             | 26 gennaio 1837  | Territorio del Michigan                                                     |
| 27 | Florida              | 3 marzo 1845     | Territorio della Florida                                                    |
| 28 | Texas                | 29 dicembre 1845 | Repubblica del Texas                                                        |
| 29 | Iowa                 | 28 dicembre 1846 | Territorio dell'Iowa                                                        |
| 30 | Wisconsin            | 29 maggio 1848   | Territorio del Wisconsin                                                    |
| 31 | California           | 9 settembre 1850 | Repubblica della California                                                 |
| 32 | Minnesota            | 11 maggio 1858   | Territorio del Minnesota                                                    |
| 33 | Oregon               | 14 febbraio 1859 | Territorio dell'Oregon                                                      |
| 34 | Kansas               | 29 gennaio 1861  | Territorio del Kansas                                                       |
| 35 | Virginia Occidentale | 20 giugno 1863   | Virginia                                                                    |
| 36 | Nevada               | 31 ottobre 1864  | Territorio del Nevada                                                       |
| 37 | Nebraska             | 1º marzo 1867    | Territorio del Nebraska                                                     |
| 38 | Colorado             | 1º agosto 1876   | Territorio del Colorado                                                     |
| 39 | Dakota del Nord      | 2 novembre 1889  | Territorio del Dakota                                                       |
| 40 | Dakota del Sud       | 2 novembre 1889  | Territorio del Dakota                                                       |
| 41 | Montana              | 8 novembre 1889  | Territorio del Montana                                                      |
| 42 | Washington           | 11 novembre 1889 | Territorio di Washington                                                    |
| 43 | Idaho                | 3 luglio 1890    | Territorio dell'Idaho                                                       |
| 44 | Wyoming              | 10 luglio 1890   | Territorio del Wyoming                                                      |
| 45 | Utah                 | 4 gennaio 1896   | Territorio dello Utah                                                       |
| 46 | Oklahoma             | 16 novembre 1907 | Territorio dell'Oklahoma e Territorio indiano                               |
| 47 | Nuovo Messico        | 6 gennaio 1912   | Territorio del Nuovo Messico                                                |
| 48 | Arizona              | 14 febbraio 1912 | Territorio dell'Arizona                                                     |
| 49 | Alaska               | 3 gennaio 1959   | Territorio dell'Alaska                                                      |
| 50 | Hawaii               | 21 agosto 1959   | Regno delle Hawaii, Repubblica delle Hawaii e Territorio delle Hawaii       |